# Nothocercus
Nothocercus Bonaparte, 1856 è un genere di uccelli della famiglia dei Tinamidi.

## Tassonomia
Il genere Nothocercus comprende 3 specie con 7 sottospecie:
- Nothocercus bonapartei Gray, 1867 - tinamo delle alture o tinamo di Bonaparte
  - Nothocercus bonapartei bonapartei (Gray, 1867)
  - Nothocercus bonapartei discrepans Friedmann, 1947
  - Nothocercus bonapartei frantzii (Lawrence, 1868)
  - Nothocercus bonapartei intercedens Salvadori, 1895
  - Nothocercus bonapartei plumbeiceps Lönnberg & Rendahl, 1922
- Nothocercus julius (Bonaparte, 1854) - tinamo pettofulvo
- Nothocercus nigrocapillus (Gray, 1867) - tinamo monaco o tinamo dal cappuccio
  - Nothocercus nigrocapillus nigrocapillus (Gray, 1867)
  - Nothocercus nigrocapillus cadwaladeri Carriker, 1933